# 瞿霆
瞿霆（15世紀—15世紀），字啟東，號南山，南直隸松江府上海縣人，明朝政治人物。

## 生平
瞿霆是成化十六年（1447年）庚子科應天鄉試舉人，授順天通判，和給事中李漢共同清理武清七廠的蘆葦地，繪圖後呈上朝廷勒石定制，很快改任左軍都督府經歷，調為後軍都督府經歷，外轉廣南知府，不久改任元江知府，撫慰仇殺的土司那氏族人，對方暗中拿出千金賄賂，他卻揭發並誅殺對方，隨即自行請求退休，作《七老會》圖畫賦詩，人稱盛事，八十九歲去世，著有《南山集》。

## 引用
1. 1 2  同治《上海縣志·卷十八·人物一》：瞿霆，字啟東 號南山 ，成化十六年舉人，授順天府判，偕給事中李漢等清理武清七廠葦地，繪圖進呈勒石著令，尋遷左府經厯，調後府，出知廣南府，俄轉沅江【元江】，那氏與族人相讐殺，往撫諭之，那氏陰行千金為賂霆，發其奸獻議誅之，隨乞休歸，作《七老會》圖畫賦詩，時稱盛事，卒年八十九，著有《南山集》。